# Sollac
Sollac, acronyme de SOciété Lorraine de LAminage Continu, est une ancienne société sidérurgique fondée en 1948 qui a marqué l'histoire industrielle de la Lorraine après la Seconde Guerre mondiale.
Après la fusion Usinor-Sacilor, les usines de Dunkerque du groupe Usinor, et celle de Fos-sur-Mer (la Solmer) prennent aussi le nom « Sollac ». Elles deviennent « Sollac Atlantique » et « Sollac Méditerranée », tandis que l'usine de Florange devient « Sollac Lorraine ».
En avril 2005, Arcelor décide l'abandon du nom Sollac, les entités devenant alors « Arcelor Atlantique et Lorraine » et « Arcelor Méditerranée ». Depuis 2006, cette société fait partie du groupe ArcelorMittal.

## L'entreprise

### Contexte: essor des produits sidérurgiques plats
Le début du XXe siècle est marqué par une évolution de fond du marché sidérurgique : les produits sidérurgiques longs, historiquement dominants avec notamment la production de rails de chemin de fer, s'effacent progressivement au profit de produits plats, qui assurent l'essentiel de la croissance de la demande :
| Évolution du rapport entre consommation de produits plats / total (%) | Évolution du rapport entre consommation de produits plats / total (%) | Évolution du rapport entre consommation de produits plats / total (%) | Évolution du rapport entre consommation de produits plats / total (%) | Évolution du rapport entre consommation de produits plats / total (%) | Évolution du rapport entre consommation de produits plats / total (%) | Évolution du rapport entre consommation de produits plats / total (%) | Évolution du rapport entre consommation de produits plats / total (%) | Évolution du rapport entre consommation de produits plats / total (%) | Évolution du rapport entre consommation de produits plats / total (%) | Évolution du rapport entre consommation de produits plats / total (%) | Évolution du rapport entre consommation de produits plats / total (%) | Évolution du rapport entre consommation de produits plats / total (%) |
|                                                                       | 1905                                                                  | 1913                                                                  | 1915                                                                  | 1925                                                                  | 1937                                                                  | 1938                                                                  | 1945                                                                  | 1954                                                                  | 1955                                                                  | 1957                                                                  | 1960                                                                  | 1964                                                                  |
| --------------------------------------------------------------------- | --------------------------------------------------------------------- | --------------------------------------------------------------------- | --------------------------------------------------------------------- | --------------------------------------------------------------------- | --------------------------------------------------------------------- | --------------------------------------------------------------------- | --------------------------------------------------------------------- | --------------------------------------------------------------------- | --------------------------------------------------------------------- | --------------------------------------------------------------------- | --------------------------------------------------------------------- | --------------------------------------------------------------------- |
| États-Unis                                                            | 20,5                                                                  |                                                                       | 34,4                                                                  | 40,0                                                                  | 45                                                                    |                                                                       | 54,0                                                                  |                                                                       | 67,5                                                                  |                                                                       | 70,1                                                                  | 65,7                                                                  |
| France                                                                |                                                                       | 19                                                                    |                                                                       |                                                                       |                                                                       | 29                                                                    |                                                                       | 39,4                                                                  |                                                                       | 40                                                                    | 46,7                                                                  |                                                                       |

Cette évolution est liée à l'apparition, en 1926, aux États-Unis, du premier laminoir continu à larges bandes à chaud fabriquant des plats. Le laminage en continu s'inscrit dans l'évolution de la sidérurgie en entraînant une intégration verticale plus poussée. En effet, une seule installation réalise les opérations de réchauffage, les laminages en bande, le traitement thermique et le bobinage. La suppression des manipulations manuelles permet à la fois de réaliser des produits plus lourds et de supprimer le réchauffage des ébauches préalable au laminage des tôles très minces :
« Outre la suppression de l'effort physique des ouvriers, les procédés de laminage continu à chaud et à froid apportent des économies considérables : 80 % sur la main d'oeuvre, 40 % sur la consommation d'énergie et de 20 à 40 % sur la perte métal en cours d'élaboration. L'abaissement du prix de revient ainsi obtenu permet un développement considérable des usages de la tôle et du fer-blanc. »
— Jean Thomas Casarotto, La sidérurgie des Wendel entre Orne et Fensch 1704-1978
Ainsi, en 1948, si les Pays-Bas réfléchissent à l'adoption du procédé, le Luxembourg, l'Autriche et l'Italie ont chacun déjà commencé la construction train semi-continu, la Belgique en installe deux et la Grande-Bretagne achève sa troisième installation. Cela reste peu par rapport aux États-Unis : en 1949, 30 trains continus y sont en service. Par contre, le laminage en continu accélère l'évolution du métier vers l'industrie lourde :
« C'est une révolution technologique. Ce sera une révolution économique quand on aura examiné toutes les répercussions économiques qu'aura cette invention pendant plus d'un demi-siècle à travers le monde.

Première caractéristique économique du laminoir à larges bandes à chaud : son coût d'investissement est très élevé et on estime que les laminoirs pour plats représentent [en 1975] la moitié de l'investissement pour un complexe sidérurgique moderne.[…]
Deuxième caractéristique économique du laminoir à larges bandes à chaud : la capacité optima du laminoir à larges bandes à chaud atteint dès 1926, 600 000 t/an et augmente très vite : 2 Mt en 1950, 4  à   5 Mt en 1970. Ces capacités croissantes et considérables sont liées au caractère continu du processus de production […].

La taille optima du laminoir à larges bandes à chaud va donc favoriser le développement des complexes et déterminer la taille des nouveaux complexes. Elle la déterminera, car la taille des laminoirs pour produits longs a été et est nettement inférieure à celle des laminoirs pour plats : un blooming n'a en 1970 qu'une taille optima de 2,2 Mt ; de même la taille optima des aciéries et hauts fourneaux est nettement inférieure à celle des laminoirs pour plats, jusqu'en 1970 au moins. Elle va également déterminer la structure de ces complexes. »
— J.-Y. Debost & B. Réal, Les rapports des industries de la manutention avec l'évolution des processus de production, p. 51
Ainsi, en 1926 comme en 1950, il faut mettre devant un laminoir à larges bandes à chaud 5 à 10 hauts fourneaux et une dizaine de convertisseurs Martin ou Thomas. En 1955, à Gary, il y avait 12 hauts fourneaux et 55 convertisseurs Martin pour alimenter un blooming et un slabbing dont la capacité annuelle était de 7,2 Mt/an d'acier. L'évolution logique de ces outils amont consiste alors à diminuer leur nombre pléthorique en augmentant leur taille unitaire : c'est ainsi qu'apparaissent les hauts fourneaux géants, et que la productivité du procédé LD devient incontournable dès sa mise au point.
Le laminoir en continu de produits plats a ainsi redéfini la taille optimale des outils sidérurgiques. L'organisation industrielle est aussi affectée car le laminoir en continu des produits longs, moins capacitaire, est soit combiné aux outils produisant et alimentant le laminoir de plats, soit isolé et alimenté par une aciérie électrique. Aux États-Unis comme en Europe de l'Ouest, la taille idéale du complexe sidérurgique suit alors celle des laminoirs à chaud de produits plats :
- un peu moins d'un million de tonnes en 1930 ;
- de l'ordre de deux millions de tonnes en 1950 ;
- trois millions de tonnes en 1960 ;
- cinq millions de tonnes en 1970 ;
- cinq à sept millions de tonnes en 1975-80[1].

L'investissement nécessaire devient phénoménal. De plus, en 1970, la demande nationale française pour les produits plats ne dépasse pas 10 Mt/an : le marché ne peut pas absorber la production d'une usine neuve. La mise en commun des moyens, de financement comme de production de brames, est la seule issue possible.

### Fondation au lendemain de la Seconde Guerre mondiale

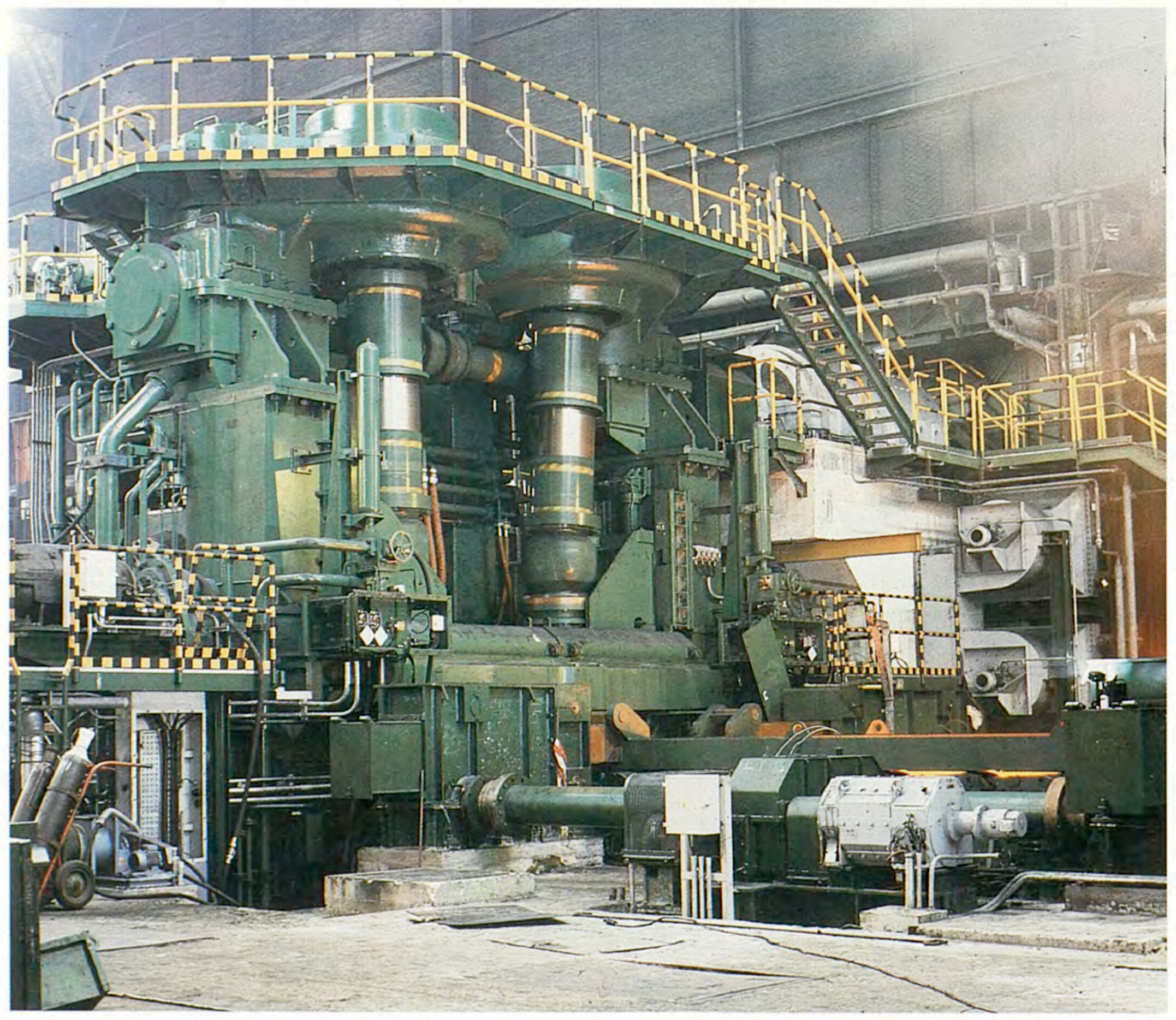
Cage réversible, ou dégrossisseur, du laminoir à chaud de Serémange.

Dès 1937, François de Wendel étudie le projet d'un « train de laminoir à bande » pour produire des produits plats. Il envisage de commander cette installation aux États-Unis, où la technologie vient d'être développée. Mais l'investissement dépasse largement le milliard de francs de l’époque. Pour l'amortir, il faut planifier une marche intensive mais la capacité annuelle d’un train à bandes excède alors de 100 à 150 % la capacité d’absorption de la clientèle de la maison de Wendel en produits plats.
Ce projet est remis en cause par la guerre. Au sortir de la guerre, les  Wendel, bien qu'acteurs majeurs de la sidérurgie française, ne peuvent pas faire face seuls à la nouvelle demande comme aux investissements nécessaires pour y répondre. Ils sont obligés de s'allier avec d'autres sidérurgistes lorrains. De plus, en 1946, le plan Monnet prévoit une importante croissance de la demande d'aciers, notamment des aciers plats pour la construction automobile et l'électroménager. Deux grandes fusions ont alors lieu en France pour permettre la construction et le lancement, sans nationalisation, du premier train à bandes (TAB) en France, appelés aussi "laminoirs à produits plats", destinés à une industrie automobile appelée à suivre la forte croissance connue aux États-Unis et une stratégie de lutte contre certains projets publics semble émerger chez les industriels privés.
Si le train à chaud prévu au nord, à l'usine sidérurgique de Denain, est vite décidé, celui de l'est s'avère plus difficile à implanter. François II de Wendel s'oppose à ses confrères qui ne veulent pas voir la famille de Wendel contrôler l'outil. Évaluant soigneusement les avantages et inconvénients respectif d'une installation aux usines d'Hagondange, de Thionville et d'Hayange-Florange, la « commission de modernisation de la sidérurgie » conclu que seule l'implantation à Hayange permet d'orienter la sidérurgie lorraine vers la meilleure efficience industrielle. Non seulement l'usine est vaste et approvisionnée en minerai de qualité, mais le train continu à chaud remplacera pertinemment des unités obsolètes et complètera d'autres plus modernes.
En 1948, l'investissement atteint 29 milliards de francs. La moitié de cette somme est destinée à des achats de matériel aux États-Unis, et la moitié de ce matériel est financée sur les crédits Marshall. Les sidérurgistes lorrains consentent finalement à s'associer. C'est ainsi que le 13 décembre 1948 est constituée la Sollac, regroupant 9 sociétés sidérurgiques. Son objectif est alors de construire en Lorraine une usine qui fabriquera exclusivement des tôles minces.
Les 9 « adhérents » initiaux, qui s'associent pour construire et alimenter le laminoir sont alors :
- Les petits-fils de François De Wendel ;
- De Wendel & Cie, S.A. ;
- Société des Aciéries de Rombas ;
- UCPMI d'Hagondange;
- Société des Aciéries de Longwy ;
- Compagnie des forges et aciéries de la marine et d'Homécourt ;
- Forges et Aciéries de Dilling dans la Sarre ;
- Forges et Aciéries de Gueugnon ;
- Établissements J.-J. Carnaud et Forges de Basse-Indre ;

### Une gouvernance originale
Le premier projet pour le grand train à chaud de l'Est est celui d'une société nouvelle, Usinest, issue de fusions à l'instar d'Usinor. Mais la famille de Wendel refuse absolument toute solution qui la diluerait dans un ensemble plus gros. De l'autre coté, c'est l'emplacement du train qui suscite des réticences : le situer dans la vallée de la Fensch serait pertinent, mais l'installer au cœur de l'empire des de Wendel ne peut que susciter la méfiance des associés.
Pendant toute l'année 1946, les négociations traînent. La formule de la coopérative est acceptée à contrecœur par François de Wendel, qui obtient en contre-partie l'installation à l'emplacement désiré, à Serémange. La direction en est confiée en août 1948 à Louis Dherse, un polytechnicien sans expérience — ni passif — en métallurgie, proposé par le président de la Chambre syndicale de la sidérurgie, Jules Aubrun. La présidence est, quant à elle, confiée à Léon Daum, le président de Marine-Homécourt. 
Le fonctionnement en coopérative est la principale originalité de la Sollac, qui n'achète et ne vend rien. Chaque adhérent fournit la matière première, la fonte brute liquide, transformée par Sollac en aciers plats revendus sur le marché par ces mêmes adhérents. La formule préserve l'autonomie de chacun mais a l'inconvénient de gêner la coordination des services commerciaux des adhérents.
En 1968, par suite de regroupements successifs, ils ne sont plus que sept, puis quatre :
- Wendel-Sidélor (64,3 %) ;
- Forges et Aciéries de Dilling (25,1 %) ;
- Forges de Gueugnon (8 %) ;
- Carnaud-Basse Indre (2,6 %).

## Histoire
Pour un article plus général, voir Usine sidérurgique de Florange.

### La construction de l'usine intégrée (1948-1964)
La Sollac ayant pris un peu de retard sur le concurrent Usinor, créé par une fusion en 1948, il est annoncé fin 1950 que les premiers produits de la Sollac sortiront sans doute au début de 1952. À la demande de leurs clients automobiles, la largeur du train est portée à 80 pouces, alors que le train de Denain avait été décidé à 66 pouces : la capacité de production est ainsi mécaniquement portée de 700 000  à   830 000 t/an. 
Outre le train à bandes de 80 ", la Sollac commande à l'été 1949 aux États-Unis un train continu à froid de 5 cages, avec une ligne de décapage et des lignes de parachèvement, qui seront installés à Ébange. Cette première tranche d'investissement correspond à 25 000 t d'équipements. Une deuxième tranche est déjà décidée : elle concerne une cokerie de 80 fours, une aciérie à 3 convertisseurs Thomas et 2 fours Martin, un train continu à froid de 3 cages avec une ligne de décapage et des lignes de parachèvement.
La construction mobilisant une abondante main d'oeuvre, la Sollac fera construire des logements pour 1 100 personnes dont 260 avec leur famille. La population de Florange passe de 5 500 habitants en 1946, à plus de 12 000 en 1958. L'entreprise impulse la construction de la résidence Cormontaigne à Thionville, capable d'héberger 1 150 travailleurs célibataires. Les « Maisons 4 Familles » datent de cette époque du début des années 1950.

#### La première usine à chaud de Serémange
|      | Acier Thomas (t) | Acier Martin (t) | Coils (t) | Bobines (t) | Effectifs |
| ---- | ---------------- | ---------------- | --------- | ----------- | --------- |
| 1950 |                  |                  |           |             | 28        |
| 1951 |                  |                  |           |             | 212       |
| 1952 |                  |                  |           |             | 485       |
| 1953 |                  |                  |           |             | 1 435     |
| 1954 |                  |                  |           |             | 3 810     |
| 1955 | 655 000          | 655 000          | 1 000 000 |             | 5 436     |
| 1956 | 811 000          | 811 000          |           |             |           |
| 1958 |                  |                  | 1 508 000 | 918 000     |           |
| 1959 | 1 411 000        | 1 411 000        | 1 775 000 | 1 047 000   |           |
| 1960 |                  |                  | 2 002 000 | 1 253 000   | 10 000    |
| 1963 | 983 251          | 512 378          |           | 1 500 000   |           |
| 1964 | 1 088 327        | 652 457          |           |             | 10 500    |
| 1965 | 997 479          | 567 891          |           |             |           |
| 1966 | 1 197 040        | 494 002          |           |             |           |
| 1967 | 1 247 650        | 433 277          | 2 500 000 |             |           |
| 1968 | 1 244 976        | 509 905          |           |             | 10 346    |
| 1969 | 1 143 740        | 577 981          |           |             | 11 379    |
| 1970 | 1 272 232        | 607 672          |           |             | 11 884    |
| 1971 |                  |                  |           |             | 11 956    |
| 1972 | 2 942 000        | 2 942 000        | 3 000 000 |             | 12 239    |

La Sollac était destinée à mettre en service le laminoir à chaud et garantir son alimentation. Les outils d'avant-guerre se révélant à la fois obsolètes et en mauvais état, une nouvelle aciérie est édifiée à Serémange. Sa mise en service se fait simultanément avec celle du laminoir à chaud. Ainsi, en 1948, la Sollac met simultanément en chantier à Serémange :
- une aciérie mixte composée de trois groupes de convertisseurs : 
  - 4 convertisseurs Thomas de 55 tonnes (3 convertisseurs en service en mars 1954[15], un en juin 1956[22]) ;
  - 4 fours Martin de 140  et   200 tonnes (2 fours de 140 t, passés à 180 t peu après, en août 1953[15], un 3e de 200 t en avril 1956, un 4e de 200 t en janvier 1958[22])[23] ;
  - 1 convertisseur Kaldo de 110 tonnes[22] (mis en service en avril 1960[16]) ;
- une cokerie dont le gaz alimente les fours des laminoirs à chaud, et le coke étant vendu aux hauts fourneaux d'Hayange, qui restent propriété des de Wendel. Elle entre en service en juillet 1954[15], dotée d'une capacité de 700 000 t de coke. Elle est reconstruite en 1966-1967[16] ;
- un laminoir de type « slabbing », qui transforme les lingots en brames ;
- le grand train continu à larges bandes avec les lignes de finissage des tôles à chaud[11],[22] (démarrage en janvier 1953[15]).

Il est frappant de constater que la Sollac est alors dépourvue de haut fourneau et d'usine d'agglomération :
« Pendant près d'un quart de siècle en effet, l'aciérie de Serémange a été alimentée par les adhérents de Sollac, les sociétés De Wendel et Sidélor, devenues Wendel-Sidélor, et les Forges et Aciéries de Dilling. »
— Monique Thouvenin, De Wendel-Sidélor à Sacilor-Sollac : 1968-1980. 13 années de mutations difficiles en Lorraine.
La première cokerie de Serémange-Erzange, composée de deux batteries de respectivement 80  et   40 fours, est mise en service entre 1952 et 1954. Elle est destinée à l'alimentation en coke des hauts fourneaux d'Hayange.
Avec des fours de 55 t, l'aciérie Thomas est conçue dès l'origine pour souffler un vent enrichi à 27-32 % d'oxygène. Les fours Martin, dédiés à l'élaboration d'acier pour emboutissage, mènent une déphosphoration poussée, qui impose l'emploi, assez rare en France, de briques magnésiennes et non pas siliceuses. L'aciérie est complétée en avril 1960, par un convertisseur Kaldo de 110 tonnes, à l'époque le plus gros convertisseur à oxygène pur de la sidérurgie lorraine, qui représente alors un vrai pari technologique puisqu'il s'agit du deuxième au monde de ce type, le premier étant un démonstrateur de 30 tonnes.
Le grand train continu à larges bandes est précédé d'un « blooming-slabbing » à haute levée alimenté par des « fours pits ». Entièrement modernisé en 1966, il transforme les lingots de 17 t en brames de largeur 1 535 × 205 mm. Le train à chaud lui-même aligne successivement 5 fours à brames, un dégrossisseur réversible et 6 cages finisseuses. Il peut produire 410 t/h de tôles de 1,5 mm d'épaisseur.

#### L'usine à froid d'Ébange

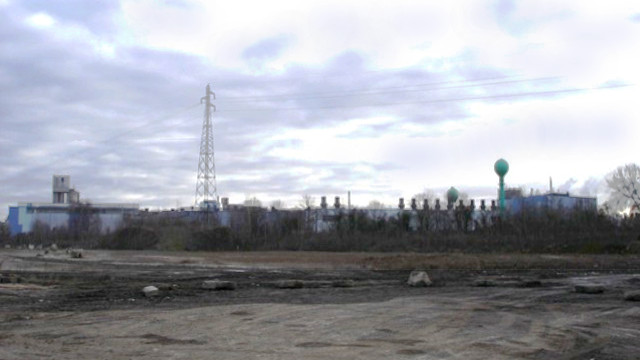
Site d'Ébange en 2005.

En aval de l'usine et de la vallée de la Fensch, à Ébange, est progressivement construite une usine à froid essentiellement destinée au marché de l'emballage métallique :
- un laminoir en continu à 5 cages y est mis en service en fin 1952 pour tôles fines (jusqu'à 0,17 mm)[16] ;
- un laminoir en continu à 3 cages en 1954 pour tôles larges (jusqu'à 1 800 mm[16]) ;
- un recuit base de 41 fours quadripiles et 125 fours monopiles[16] ;
- un recuit continu (largeur maxi de 1 060 mm)[16] ;
- une ligne d’étamage électrolytique en 1954 ;
- une ligne d'électrozingage en feuilles en 1958 ;
- une deuxième ligne d’étamage en 1958 ;
- un recuit en bobine expansée en 1962 (10 fours monopiles et 20 bases[16])[9].

De 1962 à 1964, le laminoir à 3 cages est équipé de 2 cages supplémentaires et une troisième ligne d’étamage est démarrée. La Sollac est alors, avec les Forges de Basse-Indre, la seule entreprise française à opérer des lignes d'étamage par électrolyse,.
Ces nouvelles lignes sont complétées par, en amont, une ligne de décapage et, en aval, des lignes de cisaillage et d'écrouissage (ou skin-pass), de manière à former une usine à froid cohérente.

#### L'usine à froid de Florange
L'autre usine à froid, situé sur le ban de la commune de Florange est alors la « petite sœur » de celle d'Ébange. Construite 10 ans après, elle consiste essentiellement en :
- un laminoir en continu à 5 cages, mis en service en décembre 1962[16];
- une ligne d'étamage démarrée en 1964 produisant indifféremment des feuilles ou des bobines[22],[16].

Ces lignes sont également complétées par, en amont, une ligne de décapage et, en aval, des lignes de dégraissage et d'écouissage, de manière à former une usine à froid cohérente.

#### Les Grands Bureaux de Florange
Ces outils modernes ne pouvant être correctement exploités que par un personnel très qualifié, l'entreprise se soucie très tôt de la formation. C'est ainsi que le centre d'apprentissage Eugène Vellay est construit en 1958 à l'avenue des Tilleuls, à Florange. Il ouvre ses portes à la rentrée scolaire de 1959, en accueillant une promotion de 45 apprentis.
De 1960 à 1964 sont construits les Grands Bureaux de Florange à proximité du centre d'apprentissage. Situé au centre d'un espace vert de 18 ha, le bâtiment de 11 étages s'élève à 41,6 m et dispose de 25 000 m2 de plancher. Il peut accueillir jusqu'à 1 150 places de bureaux.
Les services administratifs, provisoirement hébergés depuis 1951 dans des locaux préfabriqués au lieu-dit « Chenin noir » à Sérémange, s'installent rapidement. Le siège de l'entreprise migre de Florange à Paris en 1984, mais le complexe industriel restera associé au nom de la commune de Florange.

#### L'éphémère Sollac de Dilling
Avec un quart des participations, les Forges et Aciéries de Dilling dans la Sarre sont un partenaire de premier plan. Ils fournissent la fonte liquide et vont construire 4 petites lignes de finissage, opérationnelles en 1952 :
- une ligne d'étamage par électrolyse ;
- un atelier de recuit ;
- un train à écrouir (ou skin-pass) ;
- deux lignes de cisaillage.

Lorsque le protectorat français de la Sarre prend fin en 1957, les frontières écomomiques sont rétablies entre la France et l'Allemagne de l'Ouest. Le maintien de l'usine de Dilling dans la Sollac n'apparait plus gérable et, en juin 1959, la Band und Blechwerk GmbH Dillingen (BBW) est fondée à Sarrebruck pour reprendre les actifs industriels. Un contrat à bail avec Sidélor lui garanti ses fournitures, mais l'usine sarroise quitte ainsi le giron de la Sollac. Le capital de BBW reste cependant français, avec les Établissements J.-J. Carnaud et Forges de Basse-Indre (21 %), Sidélor (21 %), de Wendel (32 %) et la Forges et Aciéries de Dilling (32 %, sous contrôle français).

### L'aventure méditerranéenne (1965-1974)
Purement lorraine à l’origine, l'entreprise prend conscience au début des années 1970 de la nécessité d'abandonner la minette lorraine. Par son nom, la Solmer associe le nom de l'entreprise mère à sa nouvelle stratégie : la production dans une usine littorale.
En 1969, la Sollac créée la Solmer, grande usine sidérurgique intégrée produisant des tôles, située à Fos-sur-Mer. Mais en 1972, dépassée par l'ampleur des investissements, la Sollac doit en accepter le partage à 50-50 avec Usinor, qui exploite alors la performante usine intégrée à Dunkerque. Sa participation baisse même à 47,5 % lorsque Thyssen AG entre, à hauteur de 5 % du capital, dans la Solmer. À la même époque la Sollac possède également 94,99 % de la MARCOKE (Société Marseillaise de Cokéfaction).

### La modernisation de l'outil lorrain (1973-1986)
|      | Fonte (kt) | Acier (kt) | Coils (kt) | Bobines (kt) | Effectifs |
| ---- | ---------- | ---------- | ---------- | ------------ | --------- |
| 1973 |            | 2 983      | 3 200      |              | 17 487    |
| 1974 |            |            | 3 100      | 2 490        | 16 917    |
| 1975 | 1 506      | 2 005      | 1 996      | 1 710        | 16 652    |
| 1976 | 1 612      | 2 397      | 2 813      | 2 242        | 16 363    |
| 1977 |            | 2 349      | 2 884      | 2 231        | 15 467    |
| 1978 |            | 2 393      |            |              | 14 089    |
| 1979 | 1 812      | 2 742      | 3 098      |              | 13 097    |
| 1980 | 1 816      | 2 634      | 2 762      | 2 149        | 12 270    |

#### Modernisation et concentration de l'usine à chaud
Le 1er janvier 1973, la Sollac exploite directement, via un contrat de location-gérance signé avec Wendel-Sidélor, les hauts fourneaux et leurs usines associées de la vallée de la Fensch. En effet, depuis la fermeture des aciéries de Knutange (fin 1971) et de Saint-Jacques (début 1972), obsolètes et sous-dimensionnées, leurs hauts fourneaux n'ont plus de débouché. En parallèle, la fonte continue d'arriver de Dilling et de Thionville. En résumé, en 1973, la Sollac commence l'exploitation d'une usine à fonte constituée de :
- 3 divisions de hauts fourneaux :
  - Division de Fourneau, à Hayange. C'est l'usine historique de la famille de Wendel, où 2 hauts fourneaux produisent 1 400 tfonte/jour ;
  - Division de Patural, à Hayange où 4 hauts fourneaux modernes produisent 4 600 tfonte/jour ;
  - Division de Knutange, où le dernier haut fourneau de l'usine de Knutange produit 950 tfonte/jour ;
- 2 usines d'agglomération ;
  - 2 chaînes à Fontoy (usine de Knutange) ;
  - 2 chaînes à Suzange (usine de Florange-Hayange) ;
- la cokerie de Serémange[36] ;

Cette réorganisation met en évidence la nécessité de rationaliser la production de fonte : le plan « Sollac-Fensch » décide de ne conserver que les 4 hauts fourneaux de Patural, les plus proches de Serémange et les plus faciles à moderniser. Avec une marche à 100 % en minerai aggloméré leur capacité est supérieure à l'ensemble qu'ils remplacent.
Les fours de la cokerie de Serémange arrivant en fin de vie au milieu des années 1970, une nouvelle cokerie est mise en chantier en 1975 et démarrée en 1978, dans le prolongement de la batterie de fours utilisée alors. Ses 64 fours assurent une production identique à celle des 120 anciens fours : 600 000 tonnes/an de coke et 300 m3/tonne de gaz de houille par tonne de charbon enfournée. Située quasiment en plein centre ville, cette nouvelle cokerie a bénéficié d'un effort particulier au niveau de la pollution, la construction d'installations de dépoussiérage et de traitement des eaux ayant constitué près de 20 % du coût d'investissement.
En 1975, les quatre convertisseurs Thomas de Sérémange sont transformés en convertisseurs LWS à soufflage d'oxygène par le fond, d'une capacité de 65 tonnes chacun,. Les progrès métallurgiques permis par ce procédé rendent l'élaboration au four Martin inutile. L'aciérie Martin de Sérémange ferme ainsi vers 1976.
La Sollac n'est pas épargnée par la crise de la sidérurgie qui suit le premier choc pétrolier. Jusqu'à l'été 1974, la situation du secteur reste cependant bonne malgré la flambée du coût de l'énergie et des matières premières, conjuguées avec le tassement de la demande. Mais les difficultés s'ammoncellent et 1975 marque un net recul de la production :
« Entre décembre 1973 et décembre 1974 […] les dépenses de la sidérurgie française se sont accrues de plus de 30 % et ses recettes moyennes sur le marché intérieur de 31,5 %, le rapprochement de ces deux chiffres faisant ressortir qu'elle dut essentiellement à l'exportation l'amélioration substantielle de ses résultats en 1974.

Au cours des premiers mois de 1975, elle n'a malheureusement pas été des industries qui ont tiré avantages de la baisse des prix de la plupart des matières premières. Elle a même subi de nouvelles hausses […] alors que les prix des produits sidérurgiques à l'exportation avaient baissé et avaient entraîné dans leur sillage les prix intérieurs. »
— Jean Thomas Casarotto, La sidérurgie des Wendel entre Orne et Fensch 1704-1978
Malgré ces difficultés, la Sollac conserve la confiance de ses actionnaires. Jean Gandois qui en prend la tête en 1975 annonce des objectifs de productivité ambitieux, mais s'engage également dans la reconstruction de l'aciérie. Les procédés Thomas et Martin sont en effet devenus irrémédiablement obsolètes, tandis que les contreperformances des convertisseurs Kaldo de l'aciérie de Gandrange ont condamné le convertisseur rotatif. À l'inverse, les convertisseurs LWS ont vérifié tous les espoirs. La nouvelle aciérie est ainsi construite autour de deux gros convertisseurs LWS de 220 tonnes (rapidement portés à 240 tonnes). Ceux-ci alimentent deux fours-poches et deux machines de coulée continue de brames, qui démarrent en 1978, soit un an après les convertisseurs. Le convertisseur Kaldo est arrêté quelques mois la mise en service de l'aciérie LWS. La vieille aciérie Thomas-LWS est arrêtée prématurément en juillet 1980 à cause de la mauvaise conjoncture économique, ainsi que la coulée en lingot et le slabbing associé. La capacité de production théorique est de 3 millions de tonnes annuelles de brames.

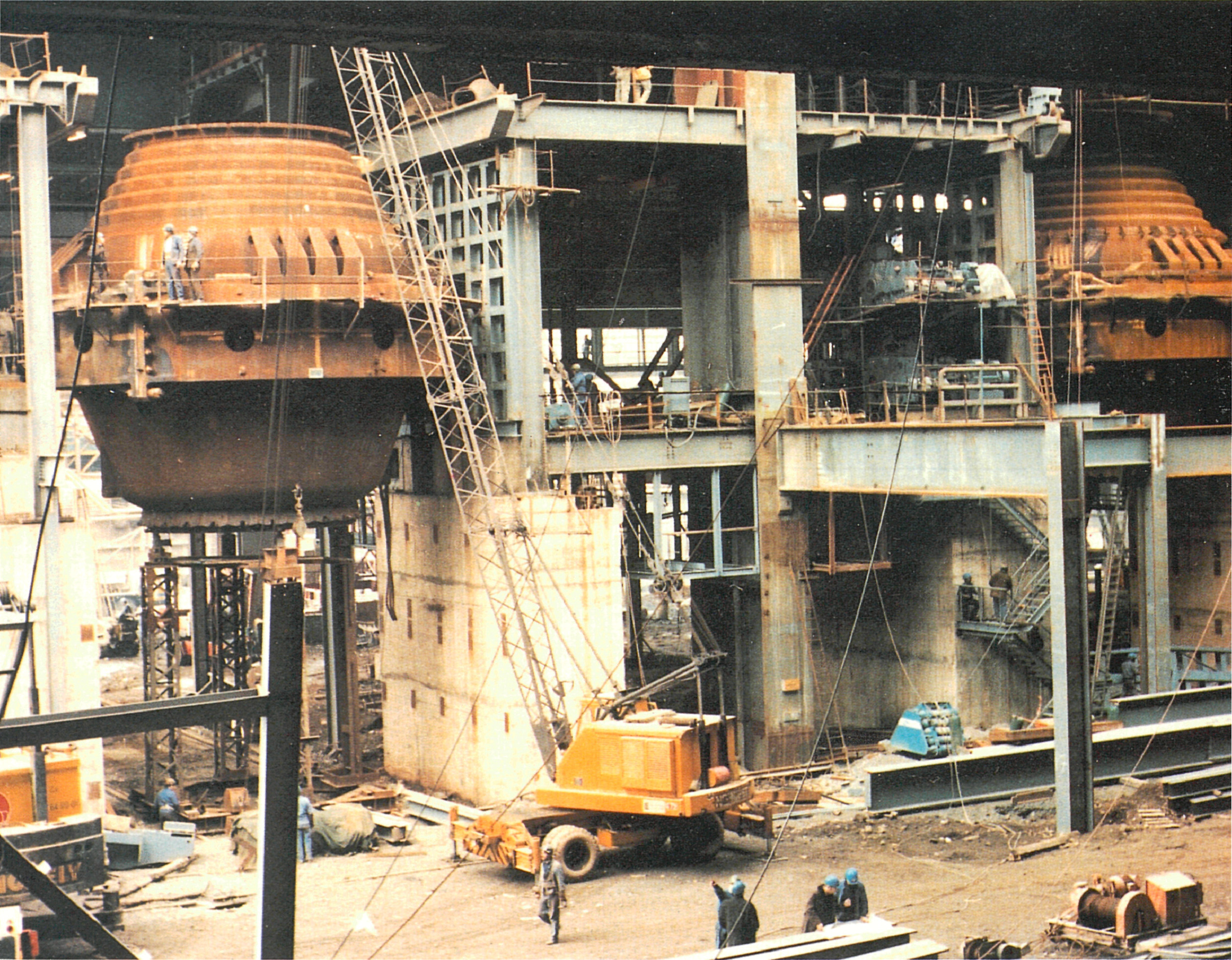
Les deux convertisseurs LWS en cours de montage en 1977.
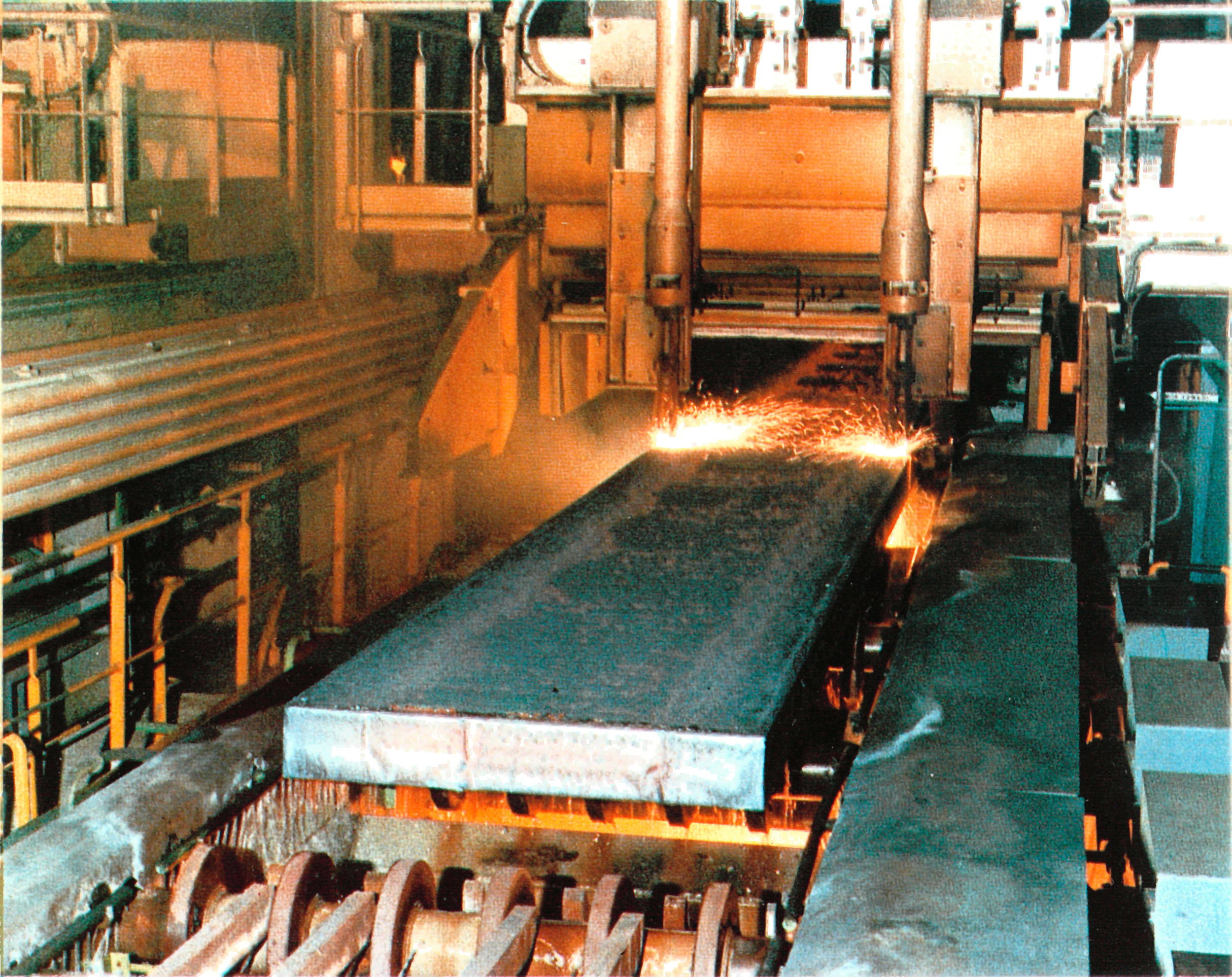
Une brame sortant d'une coulée continue en 1979.
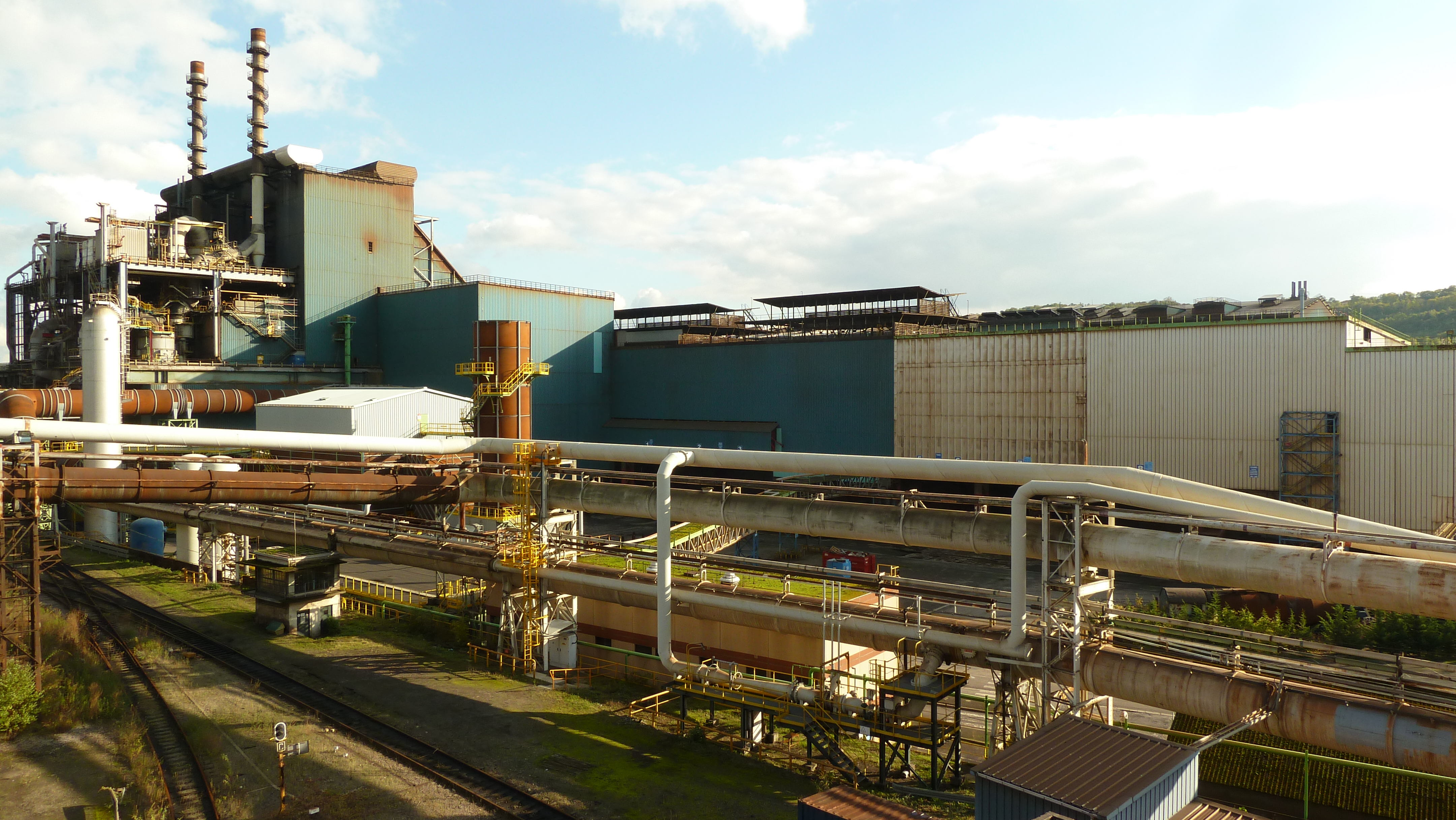
L'aciérie LWS en 2012.

« Mais, après la reprise de 1976, les résultats de 1977 sont à nouveau catastrophiques. Aux 4 milliards de pertes financières [de la sidérurgie française] pour chacun des deux exercices précédents, s'ajoutent celles de 6 milliards en 1977. » Les solutions technologiques ne sont plus suffisantes, même la très moderne Sollac doit sabrer dans ses effectifs pour survivre. Un deuxième « plan de sauvetage de la sidérurgie » succède au plan Dherse. Les usines à froid de la Sollac sont parmi les moins touchées par les suppressions de postes (-14,1 % de 1974 à 1980) mais la vallée de la Fensch, qui intègre depuis 1973 des usines datant du début du siècle, est parmi les plus touchées : -62 % de 1974 à 1980, soit autant que les usines à produits longs de la vallée (-63,7 % sur cette période).
Vers 1983, l'aciérie est équipée d'un gazomètre de 60 000 m3 afin de récupérer le gaz de convertisseur. Quant au train, il est rénové en 1984. Toujours aussi performant, il conserve l'essentiel de ses caractéristiques.

#### La nouvelle usine à froid à Sainte Agathe
L'usine de Sainte Agathe nait modestement en 1969, avec la création d'un petit atelier de refendage.
En 1980 est complétée la construction d'une ligne d'électro-zingage sur le site du futur LAF de Sainte-Agathe.
La ligne, appelée ELSA, de plus de 300 m de long a une capacité de production de 450 kt/an (150 kt/an à sa construction) et peut atteindre la vitesse de 10 km/h à la sortie avant l'enroulement de la bande par une bobineuse. Cette vitesse est conditionnée par les dimensions de la bande et, surtout, l'épaisseur du revêtement de zinc.
En 1982 la décision est prise de construire une ligne de décapage sur le site de Sainte-Agathe alors vierge de toute construction hormis la ligne d’électro-zingage ELSA. Les travaux de terrassement débutent en mars 1983, suivis par le génie civil en juin. Les charpentes, d'abord montées au sol, sont levées en septembre 1983. En 1984, les équipements mécaniques sont installés et les premiers essais débutent en octobre. La première bande est engagée le 27 novembre 1984 et la phase de production du décapage débute en février 1985.
C’est en 1986 que démarre la production du nouvel ensemble de laminage à froid, plus moderne, davantage automatisé et piloté par ordinateurs, avec couplage du décapage avec le laminoir à quatre cages et des lignes de revêtement de la tôle. L’ensemble des installations de l’Unité Laminage à Froid (ULSA), comprend : le couplage, la régénération acide, l'atelier de rectification des cylindres, la fabrication d’eau déminéralisée et les stations de traitement des rejets aqueux. En 2006, après 20 ans d’existence, l’installation a laminé près de quatre millions de kilomètres de bande, soit environ 35 millions de tonnes d’acier.

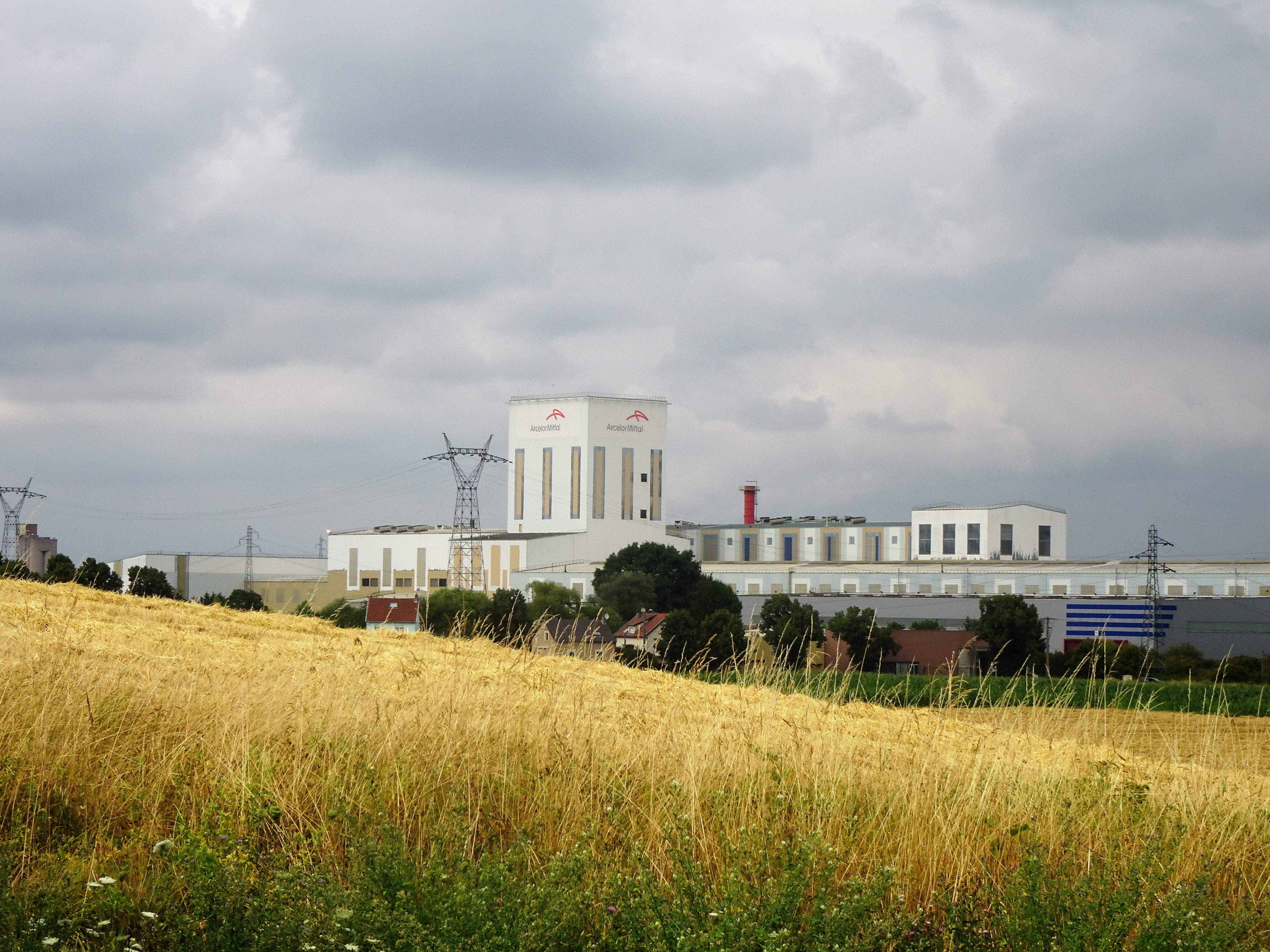
Le complexe de Sainte-Agathe, dominé par la tour de galvanisation.
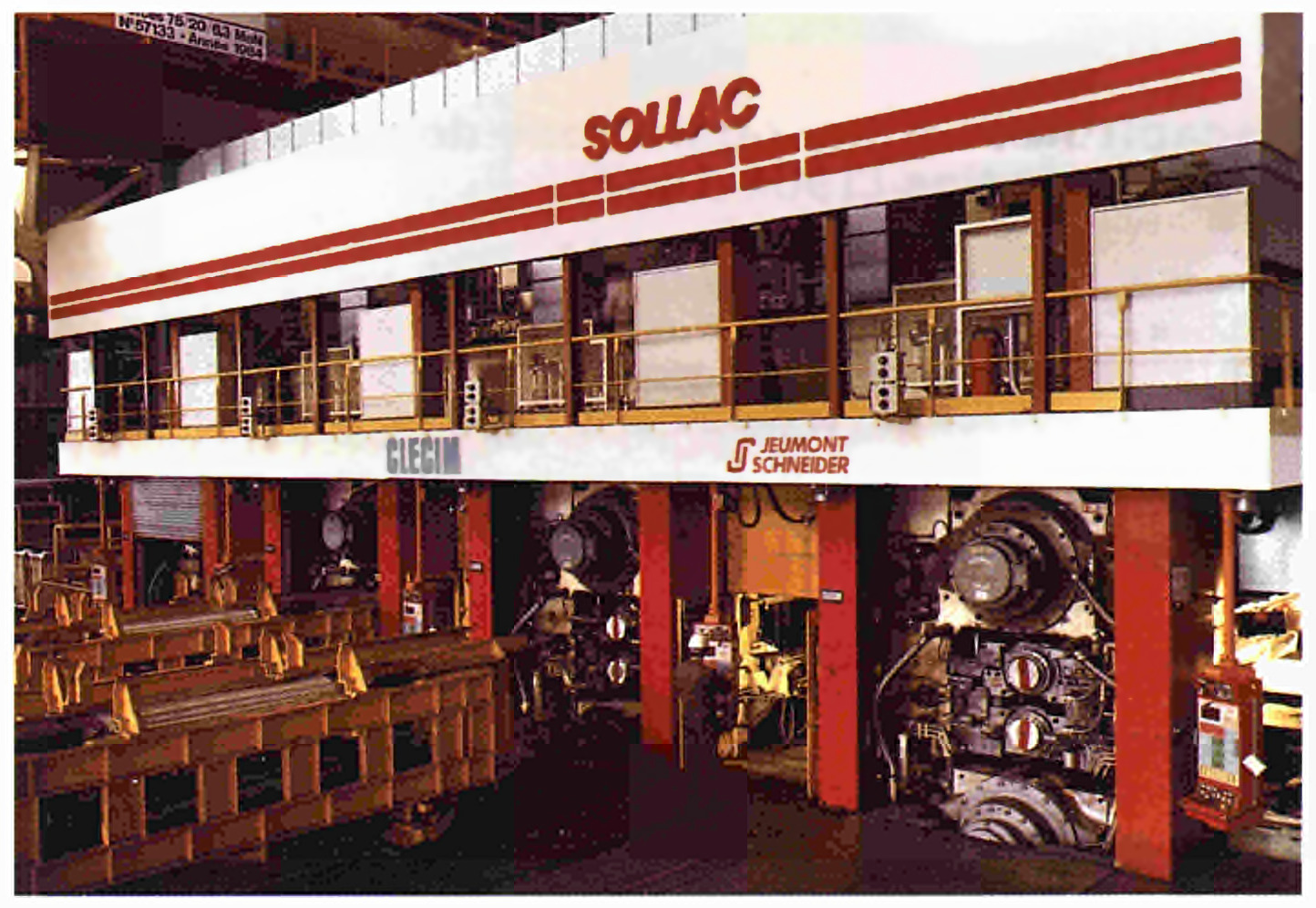
Le laminoir « 4 cages » de Sainte-Agathe en 1987.
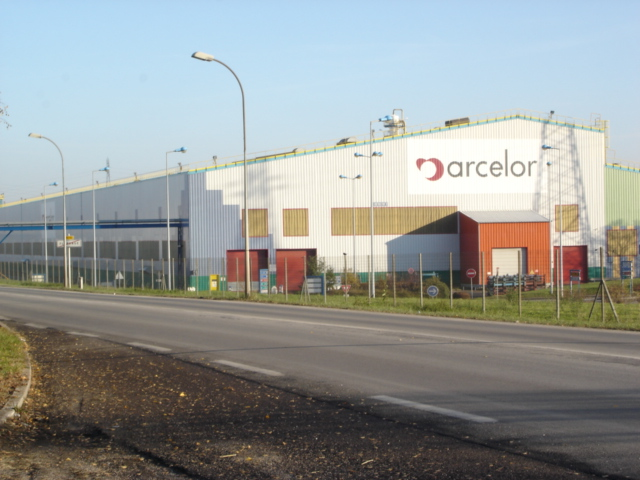
La ligne d'électro-zingage ELSA de Sainte-Agathe en 2005.

Cette nouvelle implantation marque le déclin de l'usine d'Ebange, vieillissante et qui ne conserve que sa ligne de recuit continu, une ligne d'étamage et une ligne de vernissage, après modernisation de ces dernières.
Elle se maintient ainsi sur ses spécialités. En 1970, une des lignes d'étamage d'Ébange est modernisée pour produire en bobines. Cette transformation accroît significativement sa capacité. L'acier étamé est une des productions phare de l'usine : en 1974, les 3 lignes d'étamage produisent 600 000 t, chiffre important au vu des faibles épaisseurs et largeurs des tôles, qui pénalisent la productivité.

### Sollac, un nom au cœur de la stratégie du groupe Usinor (1988-2005)
|      | Acier (Mt) | Effectifs        |
| ---- | ---------- | ---------------- |
| 1991 |            | 5 050 (Florange) |
| 1998 | 16,4       | 22 521           |

En 1988, à la suite de la fusion entre Usinor et Sacilor, Sollac devient le nom sous lequel sont regroupées toutes les usines françaises destinées à la production de produits plats. À sa création, la branche produits plats compte 10 hauts fourneaux, 3 aciéries, 3 trains à chaud, 4 trains à froid et 5 centres de recherche. Le fonctionnement en coopérative n'a alors plus de sens, les différents fondateurs s'étant regroupés progressivement. Cette nouvelle Sollac est fondée en tant que société anonyme.
En août 1997, Usinor-Sacilor redevient Usinor. Ce retour marque un virage stratégique : devenir une référence mondiale sur la production de produits plats. La Sollac est scindée en trois grandes divisions : la Sollac historique devient « Sollac Lorraine », alors que les deux usines intégrées de Fos-sur-Mer et Dunkerque deviennent respectivement « Sollac Méditerranée » et « Sollac Atlantique ». Symbole d'excellence, l'appellation survit à la création du groupe Arcelor en août 2002.
Mais en avril 2005, Arcelor décide l'abandon du nom Sollac, les entités devenant alors « Arcelor Atlantique et Lorraine » et « Arcelor Méditerranée ». La constitution du groupe ArcelorMittal en 2006 consolide cette décision : si l'héritage social est industriel est encore très présent, le nom ne désigne depuis plus aucune organisation. Les entreprises Sollac Lorraine et Sollac Atlantique sont radiées le 22 janvier 2007,.